# Dryopteris papuana
Dryopteris papuana är en träjonväxtart som beskrevs av Carl Frederik Albert Christensen. Dryopteris papuana ingår i släktet Dryopteris och familjen Dryopteridaceae. Inga underarter finns listade.